# Eva Lezzi
Eva Lezzi (geboren 1963 in New York) ist eine US-amerikanisch-schweizerische, deutschsprachige Autorin und Privatdozentin für Germanistische Literaturwissenschaft und Kulturwissenschaft am Institut für Jüdische Studien und Religionswissenschaft der Universität Potsdam. Seit 2020 ist sie freie Autorin. Sie lebt in Berlin.

## Leben und Wirken
Geboren in New York, wuchs Eva Lezzi in Zürich auf und studierte an der Freien Universität Berlin Germanistik, Literaturwissenschaft und Psychologie. Von 1993 bis 1997 war sie Wissenschaftliche Mitarbeiterin am Potsdamer Moses Mendelssohn Zentrum für europäisch-jüdische Studien, von 1999 bis 2000 Wissenschaftliche Mitarbeiterin am Leibniz-Zentrum für Literatur- und Kulturforschung in Berlin.
Im Jahr 2000 promovierte sie mit einer Arbeit über autobiografische Texte von Autoren, die in ihrer Kindheit als deutsche oder österreichische Juden verfolgt wurden und diese Erfahrungen später literarisch dargestellt und reflektiert haben. In Lezzis Untersuchung werden neben detaillierten literaturwissenschaftlichen Analysen des literarischen Materials auch Aspekte der psychischen Wirkung von Traumatisierungen im Kindesalter aus psychoanalytischer Perspektive einbezogen. Von 2001 bis 2007 war sie Nachwuchsgruppenleiterin an der Universität Potsdam zum Thema Repräsentationsformen transkultureller Beziehungen, 2009/10 Research Fellow am Herbert D. Katz Center for Advanced Judaic Studies in Philadelphia.
Im Jahr 2011 habilitierte sie an der Philosophischen Fakultät der Universität Potsdam und erhielt die Venia Legendi für Germanistische Literaturwissenschaft und Kulturwissenschaft. Sie lehrte an verschiedenen nationalen und internationalen Universitäten, so an der New York University in Berlin, der Eidgenössischen Technischen Hochschule Zürich, der Universität Bern, der Freien Universität Berlin und der Yale University.
Neben ihrer Tätigkeit als Wissenschaftlerin und Dozentin ist sie als Kinder- und Jugendbuchautorin und als Förderin jüdischer Kultur und Bildung in Deutschland bekannt geworden. Bei ihren Kinder- und Jugendbüchern arbeitet sie mit der Malerin und Buchillustratorin Anna Adam zusammen. Lezzi war 2013–2019 Referentin am Ernst Ludwig Ehrlich Studienwerk für jüdische Begabtenförderung in Berlin. 2016 initiierte sie die Plattform junger jüdischer Künstler Dagesh. Sie ist Autorin der Jüdischen Allgemeinen. Seit 2020 ist sie freischaffende Autorin und Mitglied der Spreeautoren. Sie war Co-Kuratorin der Ausstellung „Jüdisches Berlin erzählen. Mein, Euer, Unser?“ (Dezember 2021 bis Juni 2022) der  Stiftung Neue Synagoge Berlin – Centrum Judaicum.

## Veröffentlichungen (Auswahl)

### Kinder- und Jugendbücher
- Beni, Oma und ihr Geheimnis. Mit Illustrationen von Anna Adam, Hentrich & Hentrich Verlag, Berlin 2010, ISBN 978-3-942271-07-3. (Aufgenommen in die Librikon „Empfehlungsliste Deutschsprachiges Qualitätskinderbuch 2011“)
- Chaos zu Pessach. Mit Illustrationen von Anna Adam, Hentrich & Hentrich Verlag, Berlin 2012, ISBN 978-3-942271-51-6.
- Beni und die Mitzwa. Mit Illustrationen von Anna Adam, Hentrich & Hentrich Verlag, Berlin 2015, ISBN 978-3-95565-108-4.
- Die Jagd nach dem Kidduschbecher. Hentrich & Hentrich Verlag, Berlin 2016, ISBN 978-3-95565-163-3.
- Kalter Hund. Hentrich & Hentrich Verlag, Berlin 2021, ISBN 978-3-95565-163-3.
- Beni und Oma in den Gärten der Welt. Mit Illustrationen von Anna Adam, Hentrich & Hentrich Verlag Berlin 2021, ISBN 978-3-95565-430-6.
- Lilly und Willy. Mit Illustrationen von Anna Adam. Hentrich & Hentrich, Leipzig, 2022, ISBN 978-3-95565-508-2.
- L'chaim, Merle! Jüdisches Leben in Berlin. Mit Illustrationen von Florian Schmeling. Berliner Landeszentrale für politische Bildung, 2022, https://www.berlin.de/politische-bildung/publikationen/broschueren/merle_barrierefrei.pdf
- Die Großstadtdetektive. Wer schnappt den Dieb? Mit Illustrationen von Daniela Kohl. Beltz & Gelberg, Weinheim, 2024, ISBN 978-3-407-75934-4.
- Die geheime Hütte im Wald. Mit Illustrationen von Steffie Becker. Beltz & Gelberg, Weinheim, 2025, ISBN 978-3-407-81387-9.

### Wissenschaftliche Monografien
- Zerstörte Kindheit. Literarische Autobiographien zur Shoah. Böhlau Verlag, Köln 2001, ISBN 3-412-16400-3. (Dissertationsschrift)
- Liebe ist meine Religion! Erotische Verhältnisse zwischen Juden und Christen in der deutschsprachigen Literatur des 19. Jahrhunderts. Göttingen 2013, ISBN 978-3-8353-1317-0. (Habilitationsschrift)

### (Mit-)Herausgeberschaften
- mit Monika Ehlers und Sandra Schramm: Fremdes Begehren. Transkulturelle Beziehungen. In: Literatur, Kunst und Medien. Böhlau Verlag, Köln 2003, ISBN 3-412-08002-0.
- mit Willi Jasper, Elke Liebs und Helmut Peitsch: Juden und Judentum in der deutschsprachigen Literatur. Harrassowitz Verlag, Wiesbaden 2006, ISBN 3-447-05272-4.
- mit Dorothea Salzer: Dialog der Disziplinen: Jüdische Studien und Literaturwissenschaft. Metropol Verlag, Berlin 2009, ISBN 978-3-938690-92-5.
- mit Helmut Peitsch: Literatur, Mythos und Freud. Kolloquium zu Ehren von Elke Liebs. Universitätsverlag, Potsdam 2009, ISBN 978-3-940793-39-3.
- mit Dmitrij Belkin und Lara Hensch: Neues Judentum – altes Erinnern? Zeiträume des Gedenkens. Hentrich & Hentrich Verlag, Berlin 2017, ISBN 978-3-95565-209-8.